# 余秋雨
余秋雨（1946年8月23日—），中國浙江余姚人，当代作家、学者。1968年毕业于上海戏剧学院戏剧文学系。其文化散文集，在二十世纪九十年代至二十一世纪初的中国大陆最畅销书籍中占据了非常重要的地位，在臺灣、香港等地也有很大影响。

## 生平
余秋雨於1946年8月23日出生于浙江省余姚县桥头镇（今属慈溪县）。1957年搬到上海，1963年毕业于上海市晋元高级中学，考入上海戏剧学院。文化大革命期间，成为上海“罗思鼎”写作组成员。1968年8月毕业于上海戏剧学院戏剧文学系。
1983年到1986年间，出版了一系列学术著作，包括《戏剧理论史稿》、《戏剧审美心理学》、《中国戏剧文化史述》、《艺术创造工程》等，先后获全国戏剧理论著作奖、上海市哲学社会科学著作奖、全国优秀教材一等奖。《戏剧理论史稿》是戏剧思想理论著作，博士点教材；《戏剧审美心理学》是中国首部戏剧美学著作。
1985年，余秋雨在从未担任过一天副教授的情况下被破格提升为教授，并以39岁成为当时中国大陆最年轻的文科正教授。1986年获“国家级突出贡献专家”称号，当时获此称号的全国仅十五名，领取国务院特殊津贴。1986年开始被任命为上海戏剧学院副院长、院长，上海市写作学会会长，中共上海市委咨询策划顾问，并被选为“上海十大高教精英”。
二十世纪八十年代后期开始写作文化散文，之后更加辞去正厅级的戏剧学院院长职务，以考察研究国内外各大文明和文化地。他先后出版了《文化苦旅》《山居笔记》《霜冷长河》《千年一歎》《行者无疆》《借我一生》《我等不到了》等七部散文集。在中国大陆公布近十年来全国最畅销书籍前十名中，余秋雨一人独占了四本。这些散文集，先后获中国作家协会鲁迅文学奖、中国出版奖、上海优秀文学作品奖、《联合报》读书人周报读书人最佳书奖（连续两届）、金石堂書店最有影响力书奖、《中国时报》时报白金作家奖、马来西亚最受欢迎华语作家奖、香港电台最受欢迎书籍奖等，同时也使余秋雨成为中国当代最具公众影响力的学者和作家之一。
2002年、2006年、2008年、2010年，余秋雨在四届全国青年歌手电视大奖赛担任综合素质考核环节的评委，2004年未参加，2010年团体决赛取消素质考核环节，个人单项决赛阶段恢复；由于受众不局限于声乐领域的综合素质考核环节更容易形成话题，余秋雨的出场甚至在一定程度上提高了青歌赛的收视率，余秋雨自己也在担任青歌赛评委期间招致了不少批评。
2004年底，被联合国教科文组织、北京大学、中华英才编辑部等单位选为“中国十大艺术精英”和“中国文化传播座标人物”。2005年，成为参加有联合国教科文组织支持的“2005年世界文明论坛”的唯一中国学者。2005年2月，應天下文化邀請巡回台湾各大城市演讲，每场都拥挤了数千名听众，被台湾媒体称为“难以想象的余秋雨旋风”。2005年12月，天下文化將他在台灣的演講、對談和受訪內容集結成書《倾听秋雨：余秋雨今年在台湾》。 後以“中华文明和世界文明”為题应邀在美国哈佛大学、耶鲁大学、马里兰大学、纽约亨特学院和华盛顿美国国会图书馆发表演讲。
据报道，2006年余秋雨版稅收入至少1,400萬人民幣，為中国作家之首。

## 作品

### 专业著作（按首版时间先后顺序）
- 《戏剧理论史稿》1983年，上海文艺出版社。主要选材是东西方十多个国家的戏剧历史，是中国大陆首部完整阐述世界各国自古代到现代的文化发展和戏剧思想的理论著作。获全国戏剧理论著作奖、文化部全国优秀教材一等奖。
- 《戏剧审美心理学》1985年，四川人民出版社。获上海哲学社会科学奖。
- 《中国戏剧文化史述》1985年，湖南人民出版社。
- 《藝術創造工程》1987年，上海文艺出版社。主要是作者的课堂讲稿。

### 散文集（按首版时间先后顺序）
- 《文化苦旅》 1992年 东方出版中心、爾雅出版社1992年11月
- 《山居笔记》 1995年 爾雅出版社、1998年 内蒙古文化出版社
- 《霜冷长河》 1999年 作家出版社
- 《千年一叹》 2000年 作家出版社
- 《行者无疆》 2001年 华艺出版社
- 《借我一生》 2004年 作家出版社 自传，是秋雨先生的生命之旅。
- 《新文化苦旅：余秋雨文化散文全集》 爾雅出版社2008年7月
- 《泥步修行》 2017年 长江文艺出版社
- 《門孔》 2018年 湖南文艺出版社。汇集了至今所写的全部单篇记忆文学。

### 小说
- 《冰河》（从小说到剧本） 2014年，北京联合出版公司
- 《空岛》 2015年，作家出版社。《空岛》是用历史纪实的手法完成的悬疑小说。
- 《空岛·信客》 2020年北京联合出版公司、2023年作家出版社。《信客》是《空岛》的延续。

### 秋雨合集
- 2014年5月，岳麓书社（20卷）。该合集由余秋雨在已出版的著作的基础上增删改写而成，包括了余秋雨的绝大部分文章，是目前为止最为完整的一套文集。
  - 主体八卷《中国文脉》、《山河之书》、《千年一叹》、《行者无疆》、《何谓文化》、《君子之道》、《吾家小史》、《冰河》，
  - 学术六卷《北大授课》、《极端之美》、《世界戏剧学》、《中国戏剧史》、《艺术创造学》、《观众心理学》，
  - 译写六卷《重大碑书》、《遗迹题额》、《庄子译写》、《屈原译写》、《苏轼译写》、《心经译写》。

- 2014年10月，山东教育出版社（22卷）。
  - 比岳麓版多增散文自选《捧墨赠友》和卷外卷《文化苦旅》两卷。

### 其他编选文集（包括他人编选）
- 《余秋雨台湾演讲》1998年漓江出版社。
- 《藏着的中国》余秋雨主編 2002年，百花文艺出版社。根据大型电视文化专题片《中国博物馆：源自100个博物馆的往事》解说词整理，主要选取介绍了中国100家博物馆，有大量彩图。
- 《笛声何处》（页面存档备份，存于），2004年，苏州古吴轩出版社，185页，责任编辑施曙华。主要选取戏剧专业著作和相关演讲，介绍昆剧。
- 《倾听秋雨：余秋雨今年在台湾》2005年，天下文化出版，286页。记录余秋雨2005年2月台湾演讲情况，摘选讲稿及各界评论。

## 评价

### 正面评价
现代诗人公刘：“余氏带着属于自己却又想着众生的脑袋行万里路，读万卷书，出的来，回得去，进得去，出得来。体会这一点，即足以令人肃然起敬了。”
知名作家田崇雪：“我完全被他的大手笔大气势所折服，被余氏散文所体现的中华当代散文大灵魂、大气派、大内蕴、大境界所折服了。”
著名作家王安忆：“我想《文化苦旅》至少是有一种勇敢，它的勇敢在于，它不避嫌疑地让散文这种日见轻俏的文体承载起一些比较重大心灵情节。”

### 负面评价
著名文学家、作家李敖评价余秋雨说：“余秋雨，逃避现实，他有没有能力碰到一些核心问题，而不是光游山玩水，光写一些游记之类的文章？”
原上海市革委会常委、市委写作组负责人朱永嘉评价：“那时余秋雨表现还是好的，很有才气，文章写得很漂亮，所以他在写作组的时候，我很喜欢也很重用他”，“他刚得病时，我还去他家探望过。我待他不薄，写作组的许多同事待他也都不薄。我不知道为什么在他作品中不说真话呢？”
余杰：余秋雨是將自我利益最大化的政府化妝師。

## 个人生活
余秋雨的前妻叫李红，1979年结婚，1992年离异，女儿由李红抚养。
现任妻子马兰，比余秋雨小16岁，是著名的黄梅戏演员，曾获得美国纽约颁发的第二十七届“亚洲最杰出艺人奖”。

## 争议与批评

### 文革历史
余秋雨的父亲余学文曾在文革时遭关押迫害达十年之久，叔叔余志士割脉自杀于安徽蚌埠。但有人认为他在文化大革命时曾是张春桥、姚文元麾下的“石一歌”寫作組的健筆，然而“石一歌”小组的几百次会议余秋雨一次都没有参加，而且其中相当长的时间余秋雨不在上海。1999年4月27日，《文藝報》發表余开伟文章《余秋雨是否應該反思》，揭起余秋雨的文革內幕。1999年第10期《四川文學》發表张育仁文章《靈魂拷問鏈條上的一個重要缺環》，文中指称余秋雨曾經是“紅衛兵”。余秋雨之后曾在《借我一生》一书中，详细回忆自己家庭当时被造反派打倒，全家老少八口人靠每月二十六元的救济求生的经历。

#### 余杰相关
1999年底北大青年余發表《余秋雨，你為何不懺悔》一文，文中質問余秋雨“假如所有的中國人都不懺悔，那么中國的自由和正義只存在于‘過去’和‘將來’。假如我們都像余秋雨先生那樣失去了對苦難的記憶、對罪惡的記憶、對責任的記憶，那么我們所期盼的幸福和祥和的生活便永遠沒有保障。”斥之為“文革餘孽”（后余杰在《我们有罪，我们忏悔》一文中表示使用“文革余孽”并不恰当，并在此文中向余秋雨就这一称呼表示歉意）。余秋雨寫了《答余杰先生》答辯，这也是余秋雨唯一一次发表文章指名回应任何批评意见。之后两人曾在成都会面。不久余杰又发表长文《我们有罪、我们忏悔——兼答余秋雨先生》，認爲余秋雨在對許多具體事實的陳述中，「有大量避重就轻、自相矛盾甚至颠倒黑白的地方」，「有必要作出我个人的追问、质疑和反驳」。余秋雨对此没有再正面做出回应。但是有意见认为余杰凭借道听途说和孙光萱一个人的“家藏材料”，就说成是“清查资料”作为证据；也有人认为余杰应该感到庆幸余秋雨没有深究他的法律责任；还有人为余杰作为本身就有创作能力的作者，与孙光萱、金文明等完全靠批评余秋雨而出名之辈联合而感到惋惜。

#### 古远清相关
2001年3月21日《文艺报》发表中南财经政法大学教授古远清的文章：“余秋雨现在不能也不会‘忏悔’。要等大环境不再视‘文革’为一些人的政治包袱的时候，到了看客们的心态均趋于平和理性的时候；或干脆等余秋雨淡出文坛，或到了像周一良那样步入老年，已看破红尘之日。”2001年古远清又在第2期《文学自由谈》和2001年第2期《学术界》上发表《弄巧反拙欲盖弥彰》、《论余秋雨现在还不能“忏悔”》、《余秋雨与“石一歌”》、《“花城”出了一本什么样的传记》和《文化名人传记也要打假》等五篇文章。据不完全统计，在数年间全国媒体出现批评、批判余秋雨的文章共有一千余篇，其中单数量来说以古远清为首，余开伟第二。2002年6月，余秋雨起诉古远清侵犯名誉，索赔16万元人民币。2003年8月18日，上海市第一中级人民法院作出民事调解。2004年7月29日，《南方周末》以两个整版的篇幅，刊登《余秋雨文革片断》长文，据称披露了余秋雨鲜为人知的文革经历。同年11月3日的《新周报》以三个整版的篇幅，刊登《帮余秋雨回忆“文革”》专栏。在这些文章中，古远清一再表示，“我自己也在文革中写过大批判文章，但我能够承认这一点。很多知识分子都在文革中有过错，他们都在反思，可余秋雨为什么要掩饰呢？”
作为回应，余秋雨的诉讼代理人上海恒信律师事务所鲍培伦律师在媒体上公布了上海一中院一年多前作出的民事调解书全文：“
1. 被告古远清分别在2001年第四期《南方文坛》、2000年3月21日《文艺报》、2001年第1期《鲁迅研究学刊》、2001年第2期《文学自由谈》和2001年第2期《学术界》上发表其撰写的《弄巧反拙欲盖弥彰》、《论余秋雨现在还不能“忏悔”》、《余秋雨与“石一歌”》、《“花城”出了一本什么样的传记？》、《文化名人传记也要打假》五篇文章，其中关于原告余秋雨涉及《评斯坦尼斯拉夫斯基“体系”》的有关内容与事实不符，特向余秋雨表示歉意；
2. 原告余秋雨自愿放弃要求赔偿精神损失和经济损失的诉讼要求；
3. 案件受理费人民币100元由被告古远清负担；
4. 双方无其他争议。

上述协议，符合有关法律规定，本院予以确认。

本调解书经双方当事人签收后，即具法律效力。

这一调解书的文号为(2002)沪-中民-(民)初字第388号。审判长为许伟基，审判员为华双根，代理审判员为黄蓓，书记员为王茜。”

#### 有实际文革审查经历的人士的意见
中共中央组织部退休干部王尚贤，曾长期负责干部考察工作，主要任务是考察八十年代提拔的干部在文革期间的政治表现。王尚贤关于这一事件发表文章，认为余秋雨参与的教材编写创作工作是在周恩来指示下，主要在周恩来、邓小平执政期间进行的，与文革前期“造反”“武斗”“夺权”和后期“批邓反击右倾翻案风”阶段，有本质性的区别。王尚贤认为这个阶段的文化重建工作是极其艰难的，也是最最不应该批判的，却恰恰是古远清等比余秋雨还年长的几个人的批判重点，因为现在的很多年青人并不了解文革十年内的变化和政治风潮。王尚贤最后感叹：“首先是惊叹余秋雨先生当时年纪轻轻就有如此清白的政治操守，接下来是惊讶批判者们怎么敢于在朗朗乾坤之下彻底颠倒了是非！”

### 文史错误
所谓“文史错误”，则直指余秋雨的学术素养和水平，之后更发展为所谓的“余秋雨剽窃事件”。2003年，该风潮的核心人物为《咬文嚼字》月刊的資深編委金文明。金文明所著的《石破天驚逗秋雨》（《月暗吳天秋雨冷》前身）一書舉出大量资料，指称余秋雨散文中有一百三十多處文史差錯。2003年10月19日，复旦大学古籍整理研究所所长章培恒教授在《文汇报》发表文章《恐非正解》，分析了金文明提出的所谓的“文史差错”，并批评金文明这种对作家的“无端攻击”。
2004年，金文明再度发文，指称经过他“逐字逐句”的校对，发现余秋雨在早年戏剧理论作品《中国戏剧文化史述》一书中剽窃章培恒教授的著作《洪升年谱》中关于清代戏剧家洪升的介绍，直接质疑余秋雨的学术道德和人格。但是事情真相逐渐被中国的媒体和记者揭露，原来1985年出版的《中国戏剧文化史述》一书明确写出被质疑的300余字概引用自章培恒的《洪升年谱》，而且这300多字所用的字体不同于书内主体文章以示区别。在记者采访金文明，问他为何不提及原书明确的出处引说时，自称曾经“逐字逐句”校对过两本著作的金文明回答他是“想当然”。2005年8月，七十多岁的章培恒教授在病榻上写下《余秋雨何曾剽窃我的著作》一文，分析认为金文明根本就不是“想当然”，而是捏造事实诬蔑陷害余秋雨。

### 《含泪劝告请愿灾民》
2008年6月5日，余秋雨在个人博客中发表日志《含泪劝告请愿灾民》，劝说四川地震灾区死难学生家长停止因教学楼倒塌而起的法律请愿活动，以免被海外反华势力利用，为正在救灾的政府添麻烦。 新浪博客原文遭到网友炮轰，随即近100页反对者的留言全部被删掉，博客评论功能也被关闭。

### 捐款遭质疑
2009年6月，由于媒体大众及社会名人的关注和质疑，都江堰教育局回应余秋雨20万元捐款事件，称余秋雨已改为向三所小学各捐赠一万册图书建设图书馆，实际价值超过20万元，将在9月1日开学前运至都江堰。“秋雨图书馆”建成后，据称花费已超50万元，但相关质疑未被平息。

### “后退一步叫叫‘大师’也可以”
2008年，上海市教委为余秋雨在上海戏剧学院设立“余秋雨大师工作室”。关于“大师”的称谓，余秋雨在在工作室授牌仪式上表示：“比‘大’字等级更高的是‘老’字，一个人先成‘大人’才能成为‘老人’，那么，既然我已经做了大半辈子的‘老师’，那就后退一步叫叫‘大师’也可以吧。”余秋雨之后将该讲话发表在他的新浪博客上。此番言论引起了广泛争议。